# Я не актёра зрю, а бытия черты
«Я не актёра зрю, а бытия черты» — документальный фильм-эссе о состоянии современного русского театра и о его взаимоотношениях с классической литературой.

## Описание
Основатель и ректор Академии кинематографического и театрального искусства Никита Михалков и преподаватели Академии: Борис Любимов, Алексей Дубровский, Андрей Левицкий, Наталья Штода, Мария Апексимова (Шмаевич) делятся своими профессиональными впечатлениями о состоянии современного русского театра и о его взаимоотношениях с классической литературой — основой культурного фундамента образования и просвещения.

Премьера фильма состоялась 26 марта 2023 года на телеканале «Культура».

## Герои фильма
- Никита Михалков — режиссёр, актёр, основатель и ректор Академии кинематографического и театрального искусства Н. С. Михалкова[3]
- Борис Любимов — кандидат искусствоведения, заслуженный деятель искусств РФ, профессор, театровед, ректор Высшего театрального училища имени М. С. Щепкина, преподаватель Академии кинематографического и театрального искусства Н. С. Михалкова
- Алексей Дубровский — актёр, режиссёр, заслуженный артист России, преподаватель Академии кинематографического и театрального искусства Н. С. Михалкова
- Андрей Левицкий — режиссёр, сценарист, театральный педагог, зав. кафедрой режиссуры Театрального института им. Б. Щукина, преподаватель Академии кинематографического и театрального искусства Н. С. Михалкова
- Мария Апексимова (Шмаевич) — актриса, режиссёр, преподаватель Академии кинематографического и театрального искусства Н. С. Михалкова
- Наталья Штода — профессор, зав. кафедрой сценической речи Высшего театрального училища имени М. С. Щепкина, преподаватель Академии кинематографического и театрального искусства Н. С. Михалкова